# Athetis jeanneli
Athetis jeanneli là một loài bướm đêm trong họ Noctuidae.